# 子供之國站 (宮崎縣)
子供之國站（日语：／ Kodomonokuni eki */?）是位於宮崎縣宮崎市大字加江田，屬於九州旅客鐵道（JR九州）的日南線車站。站名以附近的綜合休憩場地「子供之國」（こどものくに）命名（但該處是採用全平假名標示）。

## 背景
本站在1923年開站時稱為「青島溫泉站」，後來因1939年，由宮崎鐵道和宮崎巴士出資興建的「子供之國」開業之際，便將原來的青島溫泉站遷移至現地，同時改名。1949年時把站名改以全平假名標示。
1962年7月1日因宮崎交通鐵道線廢線而被廢站。但後來日本國有鐵道（國鐵）為了建設日南線而收購宮崎交通鐵道線。在翌年1963年5月8日起以國鐵日南線的名義再次啟用，並重新採用漢字標示此站。

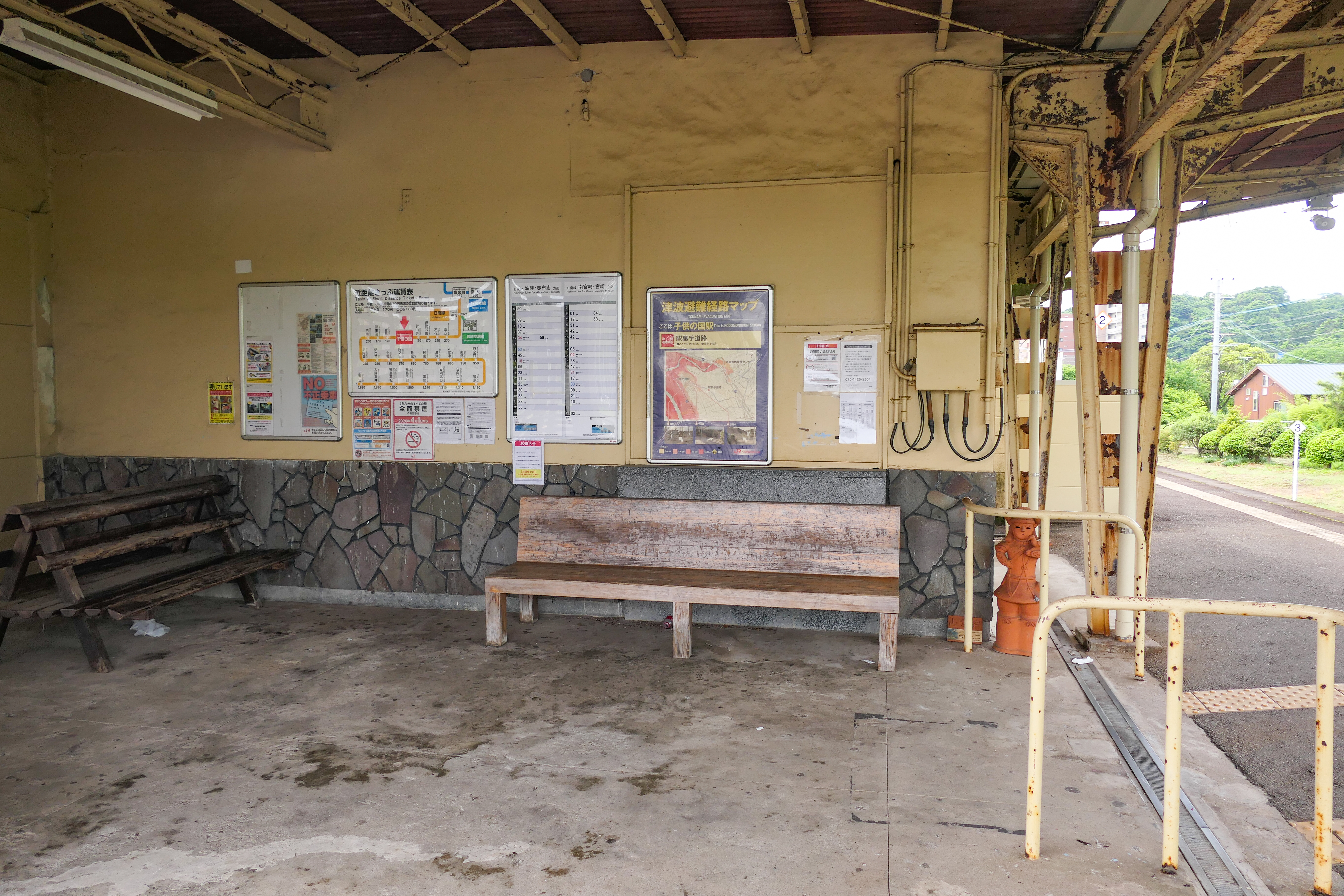
候車室（2023年5月）

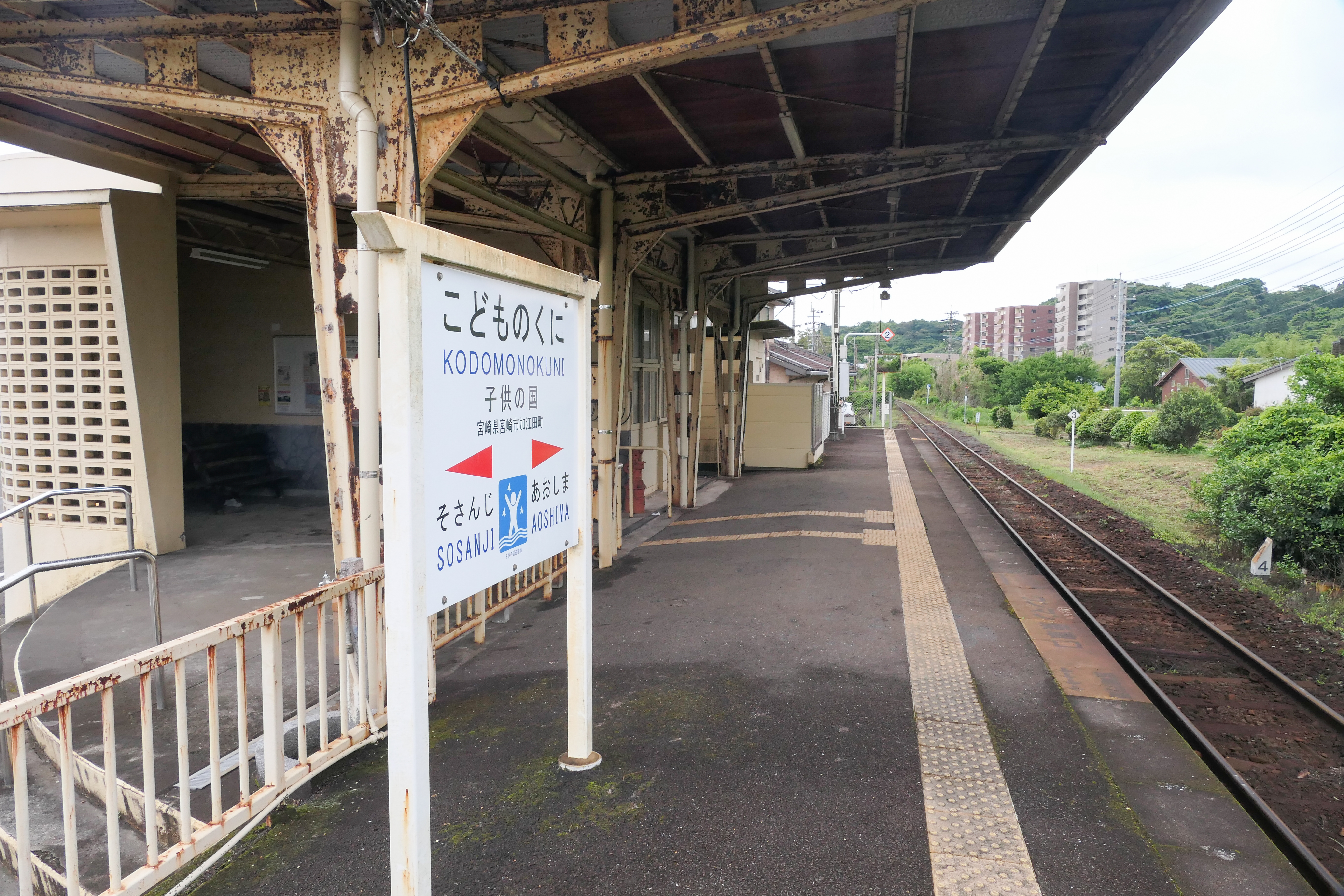
月台（2023年5月）

## 車站構造

### 站房
本站建於宮崎縣道377號上，為以水泥搭成的簡易式單層站房。入口採用弧形的樓梯及空心外牆的候車室，都是較為少見的設計。站房頂部以鐵架及金屬板所搭成，並且伸延至樓梯口、驗票口及部份月台範圍。空心外牆後即為候車室，並放置兩張木製長櫈，而靠向月台的鐵欄前亦放置另一張木製長櫈。候車室旁邊另有以巨型石塊及木板搭成的有一座站務室。現時已停用，只作儲物之用。對向候車室的售票窗口亦早已被木板所圍封。
此站是無人車站。過往毎年春天都在子供之國內舉行的「宮崎Flower Festa」期間，假日會有車站職員前往此站當值；但近年由於宮崎Flower Festa已不再只焗限於子供之國內舉辦，所以近年已甚少安排職員當值。站內並未設有簡易式自動售票機或整理劵發行機。
本站採用開放式的驗票口，由樓梯上到頂後即可進入月台範圍。站內亦設有供輪椅人士使用的斜道，但位於車站入口外圍，可接直到達月台往曾山寺方向的末端。

### 月台
本站只設有側式月台1座，月台長度約為80米，有效長度為4輛，列車無法在此交換。因大部份設施早已置於候車室內，月台上附加的配置並不多，只在站務室旁另建有一座細小的男女共用洗手間。列車靠站時往宮崎方向為右側上落、往志布志方向的列車為左側上落。
| 路線    | 上下行 | 方向                         |
| ------- | ------ | ---------------------------- |
| ■日南線 | 上行   | 南宮崎、宮崎方向             |
| ■日南線 | 下行   | 青島、油津、南鄉、志布志方向 |

## 歷史
宮崎鐵道（宮崎交通）年代
- 1923年10月22日：宮崎鐵道（後來為宮崎交通）青島溫泉站啟用（第一代）[2]。
- 1939年3月21日：青島溫泉站廢止，同日子供之國站啟用[2]，車站位置向南宮崎方面移前約700米，行車距離縮短至11.3公里。
- 1943年8月24日：宮崎鐵道併入宮崎交通內[2]。
- 1949年：車站名稱以平假名標示[2]。
- 1962年7月1日：宮崎交通線（日语：宮崎交通線）廢線，車站廢止[2]。

國鐵時代
- 1963年5月8日：以日南線「子供之國站」重新啟用（第二代）。
- 1987年4月1日：隨國鐵分割民營化，車站由九州旅客鐵道（JR九州）營運[4][5][6]。
- 2022年4月1日：隨九州旅客鐵道宮崎支社（日语：九州旅客鉄道宮崎支社）成立，從鹿兒島支社轉移[7]。
- 2024年12月7日～2025年6月30日：因應JR九州與任天堂的共同企劃，本站被選為宮崎縣的「皮克敏車站」，站房車站名牌亦換成為以皮克敏為主題的設計[8][9]。
- 2025年度內：預計可以使用IC卡「SUGOCA」[10][11]。

## 使用狀況
車站四周民居不多，且較為分散，前往該處的都主要以駕車主，乘坐鐵道的人數並不多；加上由木花至折生迫間一段的站距相對較密，約1公里便有1站，因此使用量一直都非常少。JR九州自2016年度起再沒有公佈本站的使用人數，亦因每日平均人數少於100人，連列入附錄表的機會也沒有。
以下為近年的乘車人次列表。
| 年度     | 1日平均 乘車人次 |
| -------- | ---------------- |
| 1996     | 114              |
| 1997     | 94               |
| 1998     | 85               |
| 1999     | 84               |
| 2000     | 82               |
| 2001     | 79               |
| 2002     | 65               |
| 2003     | 64               |
| 2004     | 48               |
| 2005     | 37               |
| 2006     | 36               |
| 2007     | 41               |
| 2008     | 37               |
| 2009     | 35               |
| 2010     | 41               |
| 2011     | 42               |
| 2012     | 42               |
| 2013     | 38               |
| 2014     | 42               |
| 2015     | 39               |
| 2016     | 40               |
| 2017以後 | <100             |

## 相鄰車站
九州旅客鐵道（JR九州）
■日南線
■觀光特急「海幸山幸」號
田吉－子供之國－青島
■快速「日南海洋號」
運動公園－子供之國－青島
■普通
曾山寺－子供之國－青島

## 外部連結
- JR九州子供之國站 （页面存档备份，存于）
- JR九州 - 「PIKMIN×JR九州～探索神奇的九州星球～」專頁 （页面存档备份，存于）（日語）